# Gossens
Gossens est une localité et ancienne commune suisse du canton de Vaud, située dans le district du Jura-Nord vaudois.

## Histoire
Surplombant le vallon de la Menthue, en prolongement du plateau d'Orzens, on trouve le petit village de Gossens. Le ruisseau de la Barbeyre sépare le hameau des Granges-de-Gossens du reste de l’agglomération. Les maisons, toutes rénovées, donnent au village un aspect accueillant.
Les origines du village sont très difficiles à déterminer. Jusqu’au XVIIe siècle, mis à part deux maisons rurales, Gossens n’était composé que d’une seule maison, abritant une quinzaine de familles. Un gigantesque incendie ayant détruit à cette époque la quasi-totalité du village, ainsi que ses archives, les documents susceptibles de nous rappeler les faits marquants de son histoire ont disparu.
On sait cependant que cet ancien village, qui fut rattaché à la seigneurie de St-Martin du Chêne jusqu’en 1228, doit son origine à une grange ou un domaine que la commanderie de la Chaux possédait à cet endroit. En 1376, frère Pierre de Billens, chevalier, commandeur de St-Jean de Jérusalem en la terre de Vaud, accensait des terres de Gossens.
À l’époque bernoise, Gossens fit toujours partie de la Seigneurie de Bioley-Magnoux, envers laquelle il s’acquitta scrupuleusement de toutes ses redevances.
Le village faisait partie de la paroisse de Cronay jusqu’en 1846, il fut rattaché par la suite à celle d’Orzens.
Si la population vivait, il y a environ 50 ans, essentiellement de l’agriculture, aujourd’hui, ce n’est plus le cas.
Le territoire a subi un remembrement parcellaire, ainsi qu’un remaniement pour les Granges-de-Gossens en 1957.
Le réseau de chemins communaux est en bon état. Le collège construit en 1949 a vu sa classe se fermer à plusieurs reprises pour se fermer définitivement à la rentrée scolaire d'août 2008.
Le ravitaillement en eau potable du village fut certainement le problème le plus difficile à résoudre pendant de nombreuses années. Depuis 1972, le village est raccordé à l’Association intercommunale de l’amenée d’eau de la Menthue. Les conduites à l’intérieur de l’agglomération ont été entièrement changées en 1979.
Grâce à la compréhension des PTT le village a un service d’automobiles postales depuis 1982. 
Depuis la fusion de la Société de laiterie avec celle d’Orzens, il n’y a malheureusement plus d’organisation ayant son siège dans le village.
Malgré cela, une grande partie des habitants participent très activement à la vie des sociétés chorales et sportives des villages environnants. 
Le 11 mars 2007, les citoyens ont décidé de fusionner leur commune avec celles  de Donneloye et Mézery sous le nom de Donneloye avec effet au 1er janvier 2008. La population au 1er janvier 2007 était de 122 habitants.